# Бжезіни (гміна Белзець)
Бжезіни (пол. Brzeziny; укр. Брезини) — село в Польщі, у гміні Белзець Томашівського повіту Люблінського воєводства.
Населення — 331 особа (2011).
Розташоване на Закерзонні (в історичному Надсянні).

## Демографія
Демографічна структура станом на 31 березня 2011 року:
|          | Загалом | Допрацездатний вік | Працездатний вік | Постпрацездатний вік |
| -------- | ------- | ------------------ | ---------------- | -------------------- |
| Чоловіки | 156     | 32                 | 104              | 20                   |
| Жінки    | 175     | 39                 | 91               | 45                   |
| Разом    | 331     | 71                 | 195              | 65                   |